# ريتشارد بايلي
ريتشارد بايلي (بالإنجليزية: Richard Bayley)‏ هو طبيب وجراح أمريكي، ولد في 1745 في فيرفيلد في الولايات المتحدة، وتوفي في 17 أغسطس 1801 بسبب حمى صفراء.